# Сатени (Дамбовица)
Сатени (рум. Săteni) насеље је у Румунији у округу Дамбовица у општини Аниноаса. Oпштина се налази на надморској висини од 309 m.

## Становништво
Према подацима из 2002. године у насељу је живело 1487 становника, од којих су сви румунске националности.